# Вулиця Патріотів (Київ)
Ву́лиця Патріо́тів — вулиця в Солом'янському районі міста Києва, місцевість Новокараваєві дачі. Пролягає від вулиці Августина Волошина до вулиці Миколи Шепелєва.
Прилучаються вулиці Чернівецька, Івана Піддубного, Чернишевського, Героїв Севастополя, Попільнянська та Олекси Гірника.

## Історія
Вулиця виникла в 40-ві роки XX століття під назвою 144-та Нова. Сучасна назва — з 1944 року.